# Mer de bambou
 (septembre 2017).
Si vous disposez d'ouvrages ou d'articles de référence ou si vous connaissez des sites web de qualité traitant du thème abordé ici, merci de compléter l'article en donnant les références utiles à sa vérifiabilité et en les liant à la section « Notes et références ».
La mer de bambou (caractères chinois : 蜀南竹海 ; pinyin : shǔ nán zhú hǎi) est un parc national chinois situé à Yibin dans le sud du Sichuan.

## Étymologie
Le nom complet du parc 蜀南竹海 signifie littéralement « mer de bambou du Shu méridional », où Shu désigne le nom d'un ancien royaume du Sichuan.

## Tourisme
Le parc paysager de la mer de bambou (蜀南竹海风景名胜区) a été proclamé parc national 1er août 1988.